# Rodney Carrington
Pour les articles homonymes, voir Carrington.
Rodney Scott Carrington (né le 19 octobre 1968, à Longview, au Texas) est un humoriste, acteur et chanteur de musique country américain.

## Biographie
Rodney Carrington a vécu à Longview, au Texas, de 1988 à 1990. Il travaille comme comédien dans des salles locales pour se faire connaître. Il travaille ensuite à la radio dans des émissions telles que The Bob and Show Tom.
Son premier album Hangin' with Rodney est sorti en 1998 chez Mercury Records Nashville. Il est composé de deux sketchs parlés et de chansons originales dont le titre Letter to My Penis. L'album culminera à la 73e place du Top Country Albums. Son deuxième album Morning Wood, sorti en 2000, sera signé chez Capitol Nashville. Il entre dans le Top 20 et atteint la 71e place avec le single More of a Man au Hot Country Singles & Tracks (devenu Hot Country Songs).
Nut Sack, le troisième album de Carrington, est sorti en 2003. Il comprenait le single Don't Look Now qui a atteint la 60e place. Un album compilation suivit en 2004. Il reprenait sur 2 CD les chansons et sketchs enregistrés chez Capitol. Le premier CD ne reprenait que les enregistrements des stands-up et le deuxième les chansons humoristiques. Seule exception, le titre Things We Didn't Know, première chanson non humoristique enregistrée par Carrington. En 2004, il fait ses débuts en tant qu'acteur dans la sitcom Rodney basée sur sa propre vie et diffusée sur ABC pendant deux saisons. Il réalise King of the Mountains en 2007 et fait une apparition dans le film Beer for My Horses en 2008.
Dans la bande originale de King of the Mountains apparaît sa deuxième chanson « sérieuse », Angel Friend, qu'il dédie à son ami Barry Martin, décédé subitement en 2003.
El Niño Loco, son sixième album, est sorti en 2009. Ce dernier est pour la première fois un album composé uniquement de chansons. Toujours en 2009, Carrington sort un album de Noël intitulé Make It Christmas.

## Discographie

### Albums studio
| Hangin' with Rodney                           | - Date de sortie : 2 juin 1998 - Label: Mercury Nashville - Formats: CD, cassette        | 73 | —   | — | — |          |
| Morning Wood                                  | - Date de sortie : 15 août 2000 - Label: Capitol Nashville - Formats: CD, cassette       | 18 | 153 | — | 6 | - US: Or |
| Nut Sack                                      | - Date de sortie : 11 février 2003 - Label: Capitol Nashville - Formats: CD              | 14 | 82  | — | — |          |
| King of the Mountains                         | - Date de sortie : 3 avril 2007 - Label: Capitol Nashville - Formats: CD, téléchargement | 15 | 68  | 2 | — |          |
| El Niño Loco                                  | - Date de sortie : 16 juin 2009 - Label: Capitol Nashville - Formats: CD, téléchargement | 19 | 76  | 2 | — |          |
| "—" signifie que le titre ne s'est pas classé |                                                                                          |    |     |   |   |          |

### Compilation
| Titre         | Détails                                                                                     | Peak chart positions | Peak chart positions | Peak chart positions | Certifications (Records de vente) |
| Titre         | Détails                                                                                     | US Country           | US                   | US Comedy            | Certifications (Records de vente) |
| ------------- | ------------------------------------------------------------------------------------------- | -------------------- | -------------------- | -------------------- | --------------------------------- |
| Greatest Hits | - Date de sortie : 24 février 2004 - Label: Capitol Nashville - Formats: CD, téléchargement | 11                   | 112                  | 3                    | - US: Or                          |

### Album de Noël
| Titre             | Détails                                                                                  | Meilleure position |
| Titre             | Détails                                                                                  | US Country         |
| ----------------- | ---------------------------------------------------------------------------------------- | ------------------ |
| Make It Christmas | - Date de sortie : 11 août 2009 - Label: Capitol Nashville - Formats: CD, téléchargement | 56                 |

### Albums live
| Titre                          | Détails                                                                     |
| ------------------------------ | --------------------------------------------------------------------------- |
| Live: C'mon Laugh You Bastards | - Date de sortie : 23 octobre 2001 - Label: Capitol Nashville - Formats: CD |

### Singles
| Année                                         | Single                          | Meilleure position | Album                 |
| Année                                         | Single                          | US Country         | Album                 |
| --------------------------------------------- | ------------------------------- | ------------------ | --------------------- |
| 1998                                          | Letter to My Penis              | —                  | Hangin' with Rodney   |
| 1999                                          | Dancin' with a Man              | —                  | Hangin' with Rodney   |
| 2000                                          | More of a Man                   | 71                 | Morning Wood          |
| 2003                                          | Don't Look Now                  | 60                 | Nut Sack              |
| 2007                                          | Show Them to Me                 | —                  | King of the Mountains |
| 2009                                          | If I'm the Only One             | —                  | El Niño Loco          |
| 2009                                          | Camouflage and Christmas Lights | 31                 | Make It Christmas     |
| "—" signifie que le titre ne s'est pas classé |                                 |                    |                       |

## Filmographie

### Acteur

#### Cinéma
- 2005 : Mi-temps au mitard : Prison Garde (non crédité)
- 2008 : Beer for My Horses : Lonnie Luther Feldman
- 2014 : Albert à l'ouest : Shooting Gallery Bystander (asks about the dollar) (non crédité)

#### Télévision

##### Séries télévisées
- 2004-2008 : Rodney : Rodney Hamilton

##### Téléfilms
- Date inconnue : Mud Rats

### Parolier

#### Cinéma
- 2005 : AMV Hell 3: The Motion Picture

#### Télévision

##### Séries télévisées
- 2004-2006 : Rodney

### Scénariste

#### Cinéma
- 2008 : Beer for My Horses

#### Télévision

##### Séries télévisées
- 2004-2008 : Rodney